# ای‌ای‌کی
ای‌ای‌کی (انگلیسی: AAK) شرکت صنایع غذایی سوئدی است، که در سال ۲۰۰۵ تأسیس شد.